# Comuna de Morzeszczyn
Morzeszczyn (polaco: Gmina Morzeszczyn) é uma gminy (comuna) na Polónia, na voivodia de Pomerânia e no condado de Tczewski. A sede do condado é a cidade de Morzeszczyn.
De acordo com os censos de 2004, a comuna tem 3792 habitantes, com uma densidade 41,6 hab/km².

## Área
Estende-se por uma área de 91,22 km², incluindo:
- área agricola: 72%
- área florestal: 17%

## Demografia
Dados de 30 de Junho 2004:
|                      | Total   | Total | Mulheres | Mulheres | Homens  | Homens |
| -------------------- | ------- | ----- | -------- | -------- | ------- | ------ |
|                      | pessoas | %     | pessoas  | %        | pessoas | %      |
| População            | 3792    | 100   | 1901     | 50,1     | 1891    | 49,9   |
| Densidade (pop./km²) | 41,6    | 100   | 20,8     | 20,8     | 20,7    | 20,7   |

De acordo com dados de 2002, o rendimento médio per capita ascendia a 1567,64 zł.

## Comunas vizinhas
- Bobowo, Gniew, Pelplin, Skórcz, Smętowo Graniczne